# Paul Laffargue
Pour les articles homonymes, voir Laffargue.
Paul Laffargue est un régisseur, directeur de production et producteur de cinéma français né le 20 mai 1927 à Lamothe-Landerron (Gironde).

## Filmographie

### Directeur de production
- 1951 : Sous le ciel de Paris de Julien Duvivier
- 1951 : La Table-aux-crevés d'Henri Verneuil
- 1952 : Le Fruit défendu d'Henri Verneuil
- 1953 : Le Boulanger de Valorgue d'Henri Verneuil
- 1953 : Thérèse Raquin de Marcel Carné
- 1954 : Faites-moi confiance de Gilles Grangier
- 1954 : Poisson d'avril de Gilles Grangier
- 1955 : Les Mauvaises Rencontres d'Alexandre Astruc
- 1956 : Notre-Dame de Paris de Jean Delannoy
- 1960 : Le Trou de Jacques Becker
- 1961 : Fanny de Joshua Logan
- 1961 : Le Triomphe de Michel Strogoff de Victor Tourjansky
- 1963 : Les Bonnes Causes de Christian-Jacque
- 1963 : Un drôle de paroissien de Jean-Pierre Mocky
- 1963 : La Tulipe noire de Christian-Jacque
- 1964 : La Grande Frousse de Jean-Pierre Mocky
- 1965 : Le Gendarme à New York de Jean Girault
- 1966 : La Sentinelle endormie de Jean Dréville
- 1966 : La Bourse et la Vie de Jean-Pierre Mocky
- 1967 : Les Grandes Vacances de Jean Girault
- 1967 : Les Aventuriers de Robert Enrico
- 1968 : La Motocyclette de Jack Cardiff
- 1968 : Le gendarme se marie de Jean Girault
- 1970 : Le Lis de mer de Jacqueline Audry
- 1970 : Mont-Dragon de Jean Valère
- 1982 : Putain de sorcière de Gilbert Roussel
- 1984 : Le Verdict des Gitans de Gilbert Roussel

### Producteur
- 1970 : Le Champignon (L'assassin frappe à l'aube) de Marc Simenon
- 1971 : Malpertuis d'Harry Kümel
- 1971 : Iran (court métrage documentaire) de Claude Lelouch
- 1971 : La Loi a l'ouest du Pecos de Federico Chentrens et Jean Girault
- 1971 : L'Explosion de Marc Simenon
- 1973 : La Classe du sexe de Norbert Terry
- 1974 : Quand les filles se déchaînent de Guy Maria
- 1974 : Le Plumard en folie de Jacques Lemoine